# Xã Onarga, Quận Iroquois, Illinois
Xã Onarga (tiếng Anh: Onarga Township) là một xã thuộc quận Iroquois, tiểu bang Illinois, Hoa Kỳ. Năm 2010, dân số của xã này là 1.683 người.